# Autobusna linija br. 145 u Zagrebu
Linija 145 (Vrapčanska aleja – Oranice) dnevna je autobusna linija u Zagrebu.
Prometuje radnim danom na trasi: Vrapčanska aleja  → Bolnička cesta → Ulica Franje Žagara → Vrapčanska ulica → Oranice → Zagrebačka cesta → Ulica Roberta Frangeša-Mihanovića → Zagrebačka avenija → Zagrebačka cesta (Ratarska) → Medarska ulica → Oranice → Ilica → Vrapčanska aleja
Povezuje Rudeš, Oranice i Sky Office Tower s željezničkim stajalištem Vrapče gdje je moguće presjedanje na prigradsku željeznicu ili autobusne linije s terminala Črnomerec.

## Vanjske poveznice
- Vozni red linije 145

1. ↑  Datoteke u GTFS formatu. zet.hr. Pristupljeno 5. lipnja 2025. - Sadrži informacije tijela javne vlasti u skladu s Otvorenom dozvolom